# Andrea Zanini
Andrea Zanini in arte "Zanna" (Genova, ...) è un cantante italiano.
È noto al pubblico per essere stato il cantante dei Sadist tra il 1994 e il 1996, periodo in cui i Sadist hanno realizzato il loro album più importante e da molti considerato il più tecnico nonché seminale per l'intera scena italiana dell'epoca.
La voce di Zanna in Tribe, nonostante tipicamente death and Growl style, è molto alta, stridula e allo stesso tempo potente e graffiante come poche.
L'abbandono dei Sadist da parte del cantante (non è chiaro se sia stato cacciato ma molti pensano di sì) porta Zanna ad un lungo periodo di assenza dalla Scena Metal che lo vede ricomparire nel 2004 con i Raza de Odio, gruppo thrash/folk con forti influenze latine in cui il cantante adotta un cantato diverso da quello usato con i Sadist, più cupo e growl ed un look diverso.
Porta anche avanti un progetto parallelo acustico utilizzando il soprannome "Torsio", le Barche a Torsio, in coppia col chitarrista Giascio, con cui canta canzoni in dialetto ligure.

## Discografia

### Con i Sadist

#### Album studio
- 1996 - Tribe

### Con i Raza de Odio

#### Album studio
- 2004 - La Nueva Alarma

#### Demo
- 2002 - Raza de Odio

#### Colonne sonore
- Claang The game

### Con le Barche a Torsio
- 2006 - Un
- 2008 - Dui
- 2010 - Trei
- 2013 - Quattro
- 2015 - Ca Do Segnu
- 2017 - Graffiti Fixici
- 2019 - A Canson A L'é Sempre A Maëxima (doppio dal vivo, solo in vinile)
- 2021 - Presensa